# 民主和平黨
民主和平黨（：／ minjupyeonghwadang），簡稱和平黨，是大韓民國自由主義政黨，曾為韓國第四大黨。該黨分裂自國民之黨，其成員因反對代表安哲秀與保守主義的正黨合併，故而離開國民之黨另創新黨。為迎接新一屆國會選舉，2020年與正未來黨、代案新黨重新合併為民生黨而解散。

## 歷史
2017年大韓民國總統選舉中，國民之黨候選人安哲秀選情曾一度被看好與文在寅並駕齊驅，只要成功與保守政黨達成候選人單一化或大幅吸引對文在寅和共同民主黨反感的保守派選民，甚至有勝選可能，然而安哲秀競選表現不佳，且自由韓國黨候選人洪準杓的極端保守立場，成功吸引保守派選民回流，最後安哲秀得票屈居第三。選舉期間國民之黨曾指控文在寅的兒子「特權就業」，選後被證實該黨提供的證據為捏造，支持度一落千丈，屈居韓國五大政黨之末，甚至面臨滅黨危機。為扭轉政黨的弱勢與負面形象以及迎接即將到來的地方選舉，安哲秀再次當選代表後，開始推行國民之黨與保守派正黨合併，然而朴智元、鄭東泳、千正培等反對派卻認為兩黨在意識形態上南轅北轍，合併不會有好結果。2017年底，兩黨合併投票通過後，反對派決定出走，建立民主和平黨，該黨的主張有：繼承金大中政權的陽光政策、改善多黨制的民主政治、清算過往政治弊端、批判安哲秀與保守派的妥協等。

### 2018年
- 1月3日：「保護國民之黨運動」總部發起。
- 1月14日：「改革新黨」創黨促進委員會啟動。
- 1月24日：「民主和平黨」名稱確定。
- 1月28日：「民主和平黨」創黨籌備委員會開展。
- 2月6日： 「民主和平黨」正式成立。
- 3月29日： 與正義黨在國會組成「和平與正義政團」。（按韓國法律規定：國會成立黨團需要20席以上議員，當時民主和平黨只有14席、正義黨也僅有6席，故二黨進行合作）
- 6月13日： 2018年大韓民國地方選舉中，民主和平黨在廣域團體首長部分僅提名參選全羅南道、全羅北道知事且均未當選，但基礎團體首長當選5席（都在全北、全南），成為該次選舉表現中的第三大黨。
- 7月23日： 正義黨國會議員魯會燦輕生，「和平與正義政團」法定人數不足，自動解散。
- 8月1日： 黨代表選舉開始，共有6人參與競選。
- 8月5日： 鄭東泳當選黨代表，柳成葉（朝鲜语：유성엽）、崔敬煥（朝鲜语：최경환 (1959년)）、閔泳三（朝鲜语：민영삼）當選最高委員。

## 黨務組織

### 歷任代表
| 任次 | 姓名   | 職銜 | 就任日期     | 离任日期      |
| 1    | 趙培淑 | 代表 | 2018年2月6日 | 2018年8月5日  |
| 2    | 鄭東泳 | 代表 | 2018年8月5日 | 2020年2月24日 |

### 歷任院内代表
| 任次 | 姓名   | 職銜     | 就任日期      | 离任日期      |
| 1    | 張秉浣 | 院內代表 | 2018年2月6日  | 2019年5月12日 |
| 2    | 柳成葉 | 院內代表 | 2019年5月13日 | 2019年8月12日 |
| 3    | 趙培淑 | 院內代表 | 2019年8月19日 | 2020年2月24日 |

### 初代最高委員會
2018年2月6日 ~ 2018年8月5日
- 黨代表：趙培淑（朝鲜语：조배숙）
- 最高委員
  - 當選職：趙培淑（朝鲜语：조배숙）、張秉浣（朝鲜语：장병완）、尹英壹（朝鲜语：윤영일）、金京鎭（朝鲜语：김경진 (법률가)）、裴俊炫→尹英壹（朝鲜语：윤영일）、金京鎭（朝鲜语：김경진 (법률가)）、裴俊炫、鄭皓駿（朝鲜语：정호준）
  - 預備職：閔泳三（朝鲜语：민영삼）
- 院內代表：張秉浣（朝鲜语：장병완）
  - 院內首席副代表兼院內發言人：李勇周（朝鲜语：이용주 (1968년)）
    - 院內副代表團：崔敬煥（朝鲜语：최경환 (1959년)）、鄭仁和（朝鲜语：정인화）、李勇周（朝鲜语：이용주 (1968년)）、尹英壹（朝鲜语：윤영일）
- 政策委員會議長：黃柱洪（朝鲜语：황주홍）
- 政策委員會首席副議長：金光守（朝鲜语：김광수 (1958년)）
- 事務總長：鄭仁和（朝鲜语：정인화）
- 發言人：崔敬煥（朝鲜语：최경환 (1959년)）、張貞淑（朝鲜语：장정숙）
- 第七屆全國同時地方選舉對策委員長：金京鎭（朝鲜语：김경진 (법률가)）（常任）
- 政黨大會準備委員長：鄭仁和（朝鲜语：정인화）（2018年6月20日~2018年8月5日）

### 次期最高委員會
2018年8月5日 ~ 2020年2月24日
- 黨代表：鄭東泳
- 最高委員
  - 當選職：柳成葉（朝鲜语：유성엽）、崔敬煥（朝鲜语：최경환 (1959년)）、閔泳三（朝鲜语：민영삼）→閔泳三（朝鲜语：민영삼）
- 院內代表：張秉浣（朝鲜语：장병완）→柳成葉（朝鲜语：유성엽）→趙培淑（朝鲜语：조배숙）
  - 院內首席副代表兼院內發言人：李勇周（朝鲜语：이용주 (1968년)）
    - 院內副代表團：崔敬煥（朝鲜语：최경환 (1959년)）、鄭仁和（朝鲜语：정인화）、李勇周（朝鲜语：이용주 (1968년)）、尹英壹（朝鲜语：윤영일）
- 政策委員會議長：黃柱洪（朝鲜语：황주홍）→尹英壹（朝鲜语：윤영일）
- 政策委員會首席副議長：金光守（朝鲜语：김광수 (1958년)）→張貞淑（朝鲜语：장정숙）
- 事務總長：鄭仁和（朝鲜语：정인화）→黃柱洪（朝鲜语：황주홍）→金光守（朝鲜语：김광수 (1958년)）
- 發言人：朴珠賢、張貞淑（朝鲜语：장정숙）

## 主要選舉記錄

### 地方選舉
| 年度   | 選舉 | 廣域團體長 | 廣域自治議員 | 基礎團體長 | 基礎自治議員 | 領袖   |
| ------ | ---- | ---------- | ------------ | ---------- | ------------ | ------ |
| 2018年 | 7屆  | 0 / 17     | 3 / 824      | 5 / 226    | 49 / 2,927   | 趙培淑 |